# Leica DMR
El Leica DMR (Digital Modul R) és un mòdul digital desenvolupat en associació amb Imacon, el qual s'incorpora a una càmera rèflex Leica R8 o R9. Aquest, converteix la R8 o la R9 en una càmera híbrida digital i analògica.
Aquest es va presentar a la fira fotogràfica Photokina de 2004 a Colònia, Alemanya, com una solució digital per al sistema reflex de Leica.
El mòdul es compon de dues parts, una part posterior digital que s'enganxa a la part posterior de la càmera i una unitat d'alimentació que s'adapta a la base. La part posterior digital té un sensor CCD de Kodak de 10 megapíxels que produeix un factor de retall d'1,37x i té una sensibilitat ISO ajustable de 100 a 1.600. Els formats d'imatge es poden escollir entre RAW, JPG o TIFF. L'emmagatzematge és mitjançant targeta SD.
Malgrat que té aspectes molt avançats el DMR en si es basa en una càmera de 1990, molt abans de les càmeres digitals. Això comporta que la màquina sigui completament manual i funcioni completament de forma mecànica.
Totes les lents amb muntura Leica R són compatibles per a fotografia digital, sempre que siguin compatibles amb la Leica R8 i R9.